# سکه‌های کوشانی

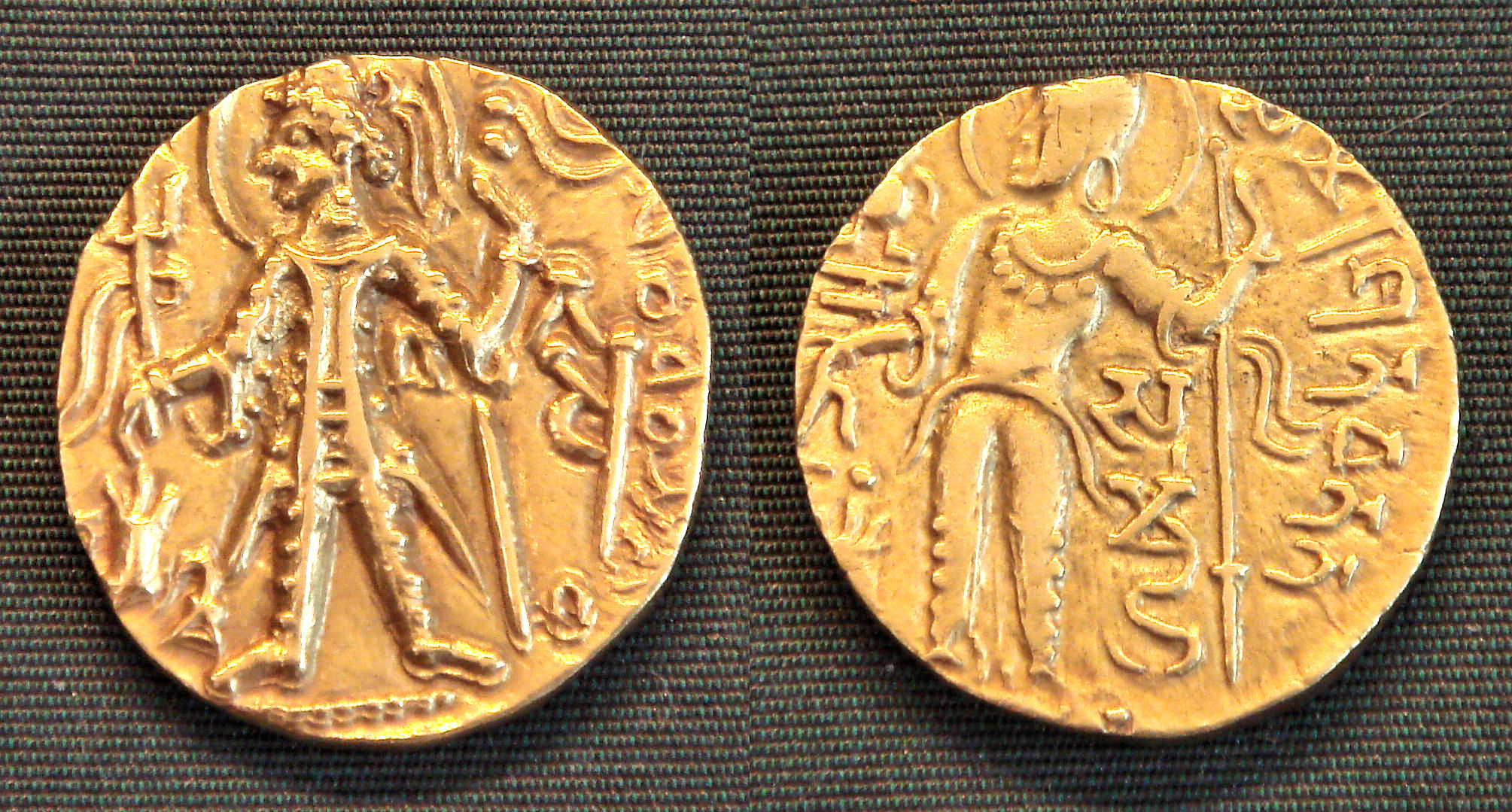
یک سکه متعلق به اواخر دوران کوشانی

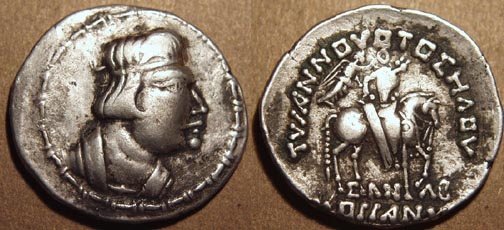
سکه نخستین فرمانروای کوشانی، هرائیوس

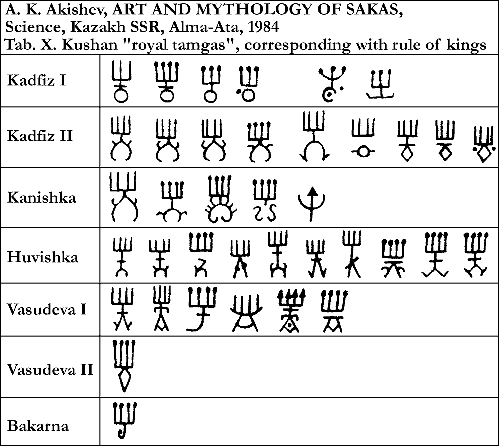
تمغاهای شاهنشاهان کوشانی

بیشتر سکه‌های کوشانی یافت شده از جنس طلا هستند و وزن آن‌ها چیزی حدود ۷٫۹ گرم است. با این حال سکه‌های برنزی و نقره‌ای نیز پیدا شده که وزن آنان بین ۱٫۵ گرم تا ۱۲ گرم متغیر است.
طرح سکه‌های نسبتاً به سکه‌های دولت یونانی بلخ شبیه است. تصویر شاه در یک سوی سکه قرار دارد و در سوی دیگر یکی از ایزدان دیده می‌شود. تصویر شاهان هم به صورت ایستاده و هم به صورت تصویر چهره بر روی سکه‌ها ضرب شده‌است. بر روی برخی سکه‌ها تصویر یک آتشکده زرتشتی هم دیده می‌شود.
شاهان کوشانی بر روی سکه‌ها خودشان را به رسم هخامنشیان شاهنشاه نامیده‌اند. بر روی سکه‌های پیش از کانیشکا، این عنوان با زبان یونانی و به صورت ΒΑΣΙΛΕΥΣ ΒΑΣΙΛΕΩΝ (VASILEUS VASILEON ) ضرب شده‌است، حال آنکه از دوران او و پس از او سکه‌ها به زبان بلخی ضبط شده‌اند. شکل بلخی واژه شاهنشاه ϷAONANOϷAO است.

## خدایان کوشانی

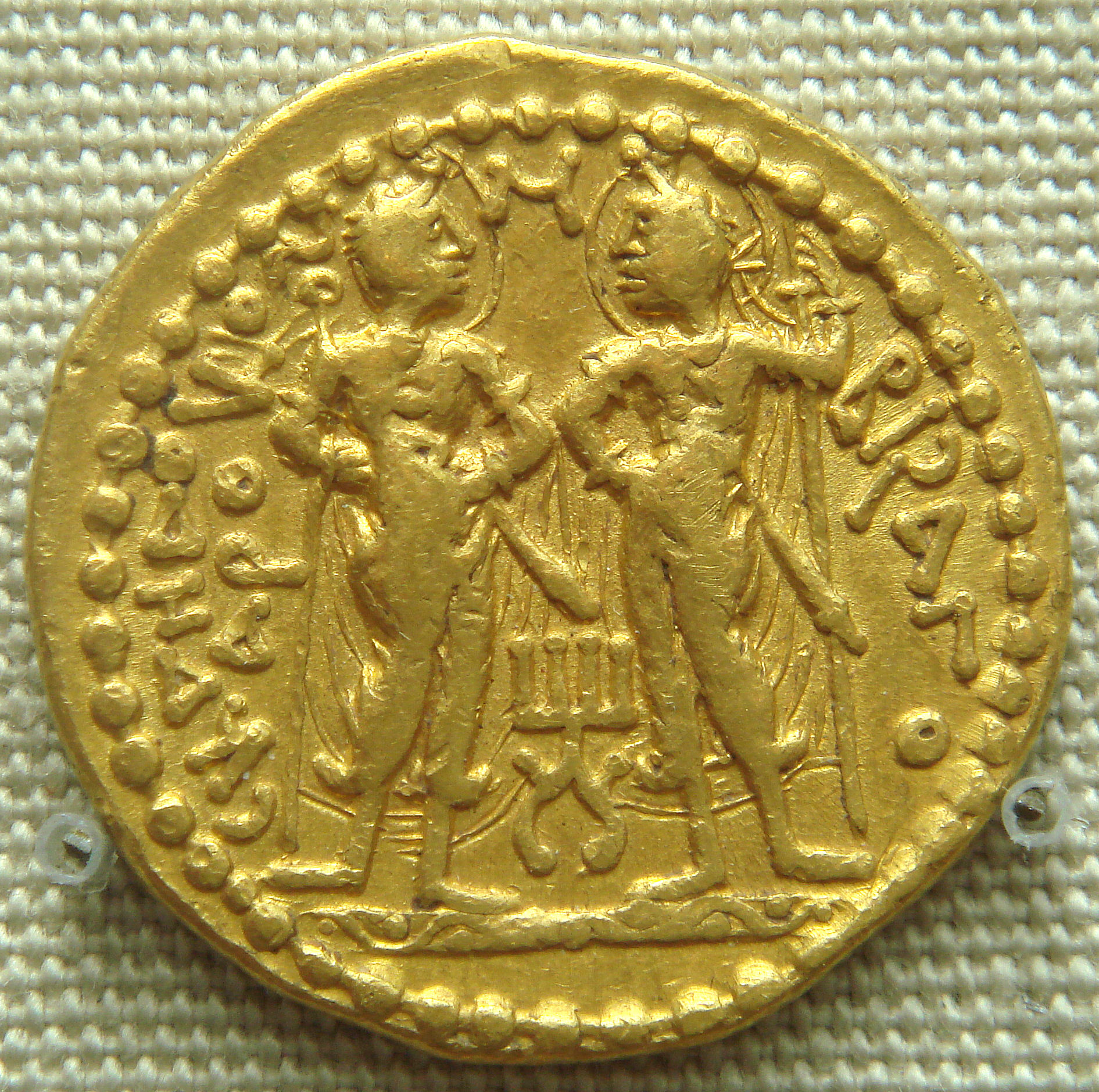
سکاندا و ویساخا، دو ایزد کوشانی بر روی یک سکه طلا

ایزدانی که بر روی سکه‌های کوشانی پدیدار می‌شوند، بسیار متنوع هستند. از ابتدای دوران این شاهنشاهی تا آخرین سکه‌های به دست آمده، مجموعاً سی خدای مختلف بر روی سکه‌ها دیده می‌شوند. بیشتر این خدایان ایرانی و یونانی هستند، با این حال چند ایزد هندی نیز دیده می‌شود. از دوران کانیشکا به بعد، تعداد ایزدان یونانی بسیار کاهش می‌یابد و جای خود را به ایزدان ایرانی و هندی می‌دهند. بر روی سکه‌های هویشکا و جانشینانش تنها دو ایزد دیده می‌شود: ائشو (ایزد باد در دین زرتشت) و اردوخشو (این نام‌ها به زبان بلخی هستند).

### ایزدان ایرانی
- Αρδοχώο (ardoxsho، ارد یشت)
- Aþαειχώo (ashaeixsho، اشه)
- Αθώο (athsho، آذر)
- Φαρρο (pharro، فر)
- Λροοασπο (lrooaspa،گوش)
- Μαναοβαγο (manaobago، بهمن)
- Μαο (mao، ماه)
- Μιθρο، Μιιρο، Μιορο، Μιυρο (mithro، میترا)
- Μοζδοοανο (mozdooano، اهورامزدای پیروز)
- Νανα، Ναναια، Ναναϸαο (nana، آناهیتا)
- Οαδο (oado، وته)
- Oαxþo (oaxsho، "آمودریا")
- Ooρoμoζδο (ooromozdo، اهورامزدا)
- Οραλαγνο (orlagno، بهرام)
- Τιερο (tiero، تیر)

### ایزدان یونانی
- Ηλιος (هلیوس)
- Ηφαηστος (هفائستوس)
- Σαληνη (سلنه)
- Ανημος (بورئاس)
- علاوه بر این‌ها، بر روی سکه‌های هویشکا هراکلس (بلخی: erakilo)، و خدای مصری سراپیس نیز دیده می‌شوند.

### ایزدان هندی
- Βοδδο (boddo، بودا)
- Μετραγο Βοδδο (metrago boddo، میتریا)
- Mαασηνo (maaseno، مهاسنا)
- Σκανδo koμαρo (skando komaro، اسکندا کومارا)
- þακαμανο Βοδδο (shakamano boddho، بودا)
- ایزدان مختلف بر روی سکه‌های کوشانی (نام‌ها به زبان بلخی هستند)  - ماهاسنا
  - اوئشو
  - ریشتی
  - مانائوبگو
  - فرو (فر)
  - آردوچشو
  - شیوا
  - شیوا و گاو نر
  - سکاندا و ویساخا
  - کانیشکا و بودو (بودا)
  - هراکلس
  - آدشو (آذر یا آتش مقدس زرتشتی)
  - بودو (بودا)